# Hellebardenträger

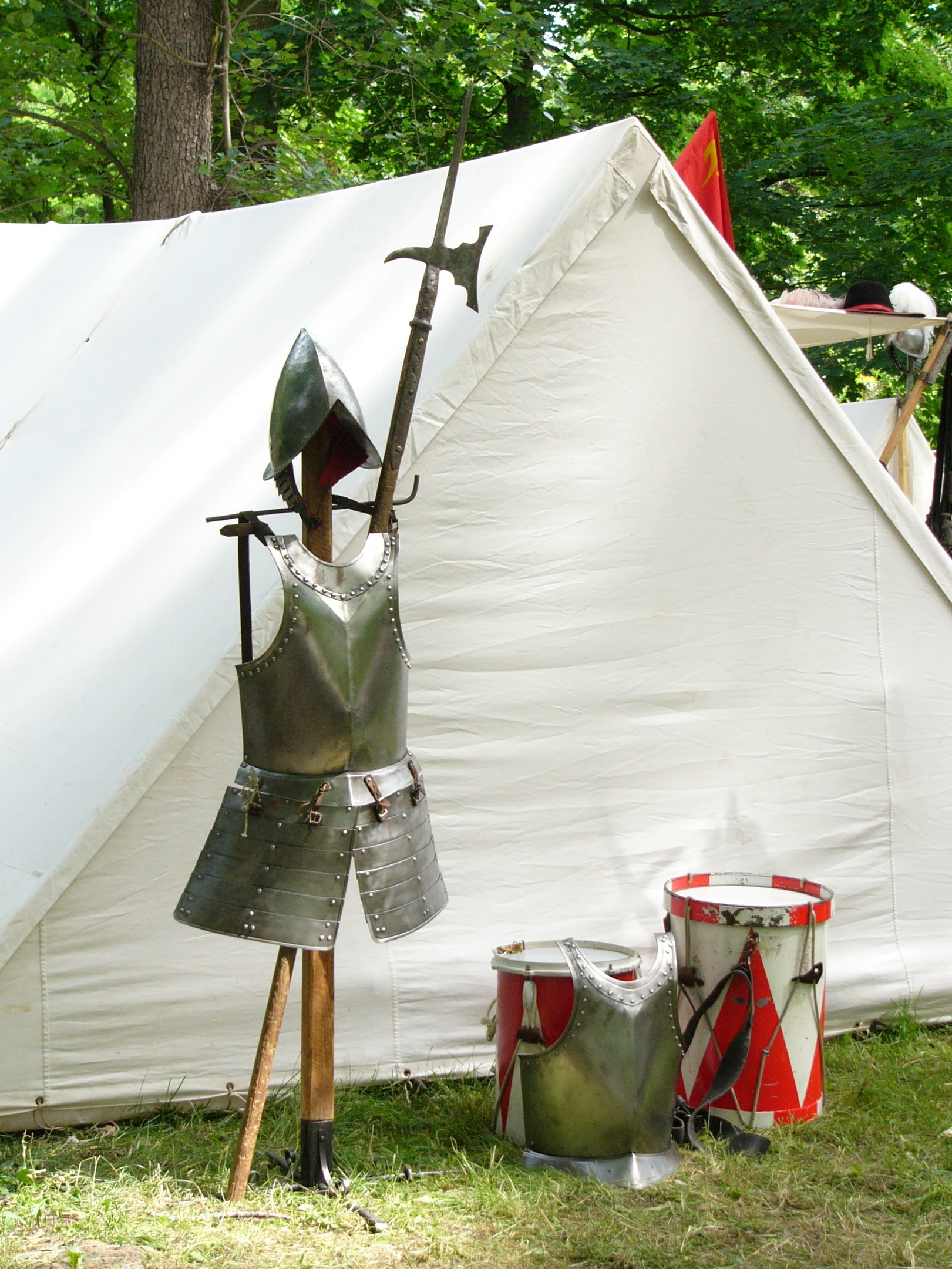
Ausrüstung eines Hellebardenträgers

Ein Hellebardenträger, auch Hellebardier oder Hellebardist, ist eine Person, die mit einer Hellebarde bewaffnet ist. Im Militär wurden Hellebardenträger vom Spätmittelalter bis zur frühen Neuzeit eingesetzt und gehörten zur schweren Infanterie. Heute werden Hellebardenträger wie zum Beispiel die der Schweizergarde nur noch zu repräsentativen Zwecken eingesetzt.